# Калленберг, Иоганн Генрих
Иоганн Генрих Калленберг (нем. Johann Heinrich Callenberg; 12 января 1694, Мольшлебен около Готы — 16 июля 1760, Галле) — немецкий богослов и филолог.

## Биография
Изучал филологию и теологию в Университете Галле, с 1727 года преподавал там же, с 1735 года — профессор восточных языков, с 1739 года также профессор богословия.
Его имя тесно связано с Калленберговским институтом (Callenbergisches Institut), целью которого было обращение евреев и мусульман в христианство. Первые из подготовленных им миссионеров с 1736 года начали обращать прозелитов не в одной только Германии, но и в соседних странах. Наиболее известен из них Стефан Шульц, ездивший в Азию и Африку и описавший свои путешествия в книге «Leitungen des Höchsten nach seinem Rath» (1772—1775). В 1791 году институт был закрыт из-за недостатка средств.

## Научные труды
- Werner Raupp: Callenberg, Johann Heinrich. In: The Dictionary of Eighteenth-Century German Philosophers. General Editors Heiner F. Klemme, Manfred Kuehn, vol. 1, London/New York 2010, p. 180—181.
- Christoph Rymatzki: Hallischer Pietismus und Judenmission. Johann Heinrich Callenbergs Institutum Judaicum und dessen Freundenkreis (1728—1736) (= Hallesche Forschungen, 11). Tübingen: Verlag der Franckeschen Stiftungen Halle im Max Niemeyer, 2004.